# Villa Osperellone
Villa Osperellone è una villa cinquecentesca che si trova a Perugia nella frazione di Montebello.

## Storia
La villa, già presente da secoli nel territorio perugino, risale al XVI secolo, ma secondo la tesi dell'urbanista Bruno Zevi, che visitò la struttura nel 1970, risalirebbe al Quattrocento. Nel territorio di Montebello, frazione di Perugia, è collocata in un'area verde di Perugia pur essendo a pochi chilometri dal centro. Immersa in più di due ettari di parco, è stata inserita tra i parchi più belli d'Italia dal sito . Solo dopo il XVIII secolo si rinvengono notizie storiche sulla villa, viene definito il "Vocabolo San Giuliano". Nel catasto Settecentesco della Chiesa il palazzo viene intestato al Marchese Andrea Scini casino chiamato "lo Sperellone" da una di tal famiglia "Sperello". La famiglia Scina o detta "Scini", si segnalò a Perugia in epoca moderna, prendendo il secondo cognome Gentili. Grazie a un matrimonio avvenuto tra il settecento e ottocento gli Scini Gentili di Perugia si uniranno ai Bracceschi donandogli parte del patrimonio tra cui "lo Sperellone". Nel Catasto Gregoriano del XIX la "casa Colonica con corte" risulta intestata al nobile Braccio Bracceschi Gentilini. Successivamente viene ceduta ad un'altra famiglia nobile genovese, gli Spinola. Fu abitata dagli eredi fino agli anni '60 del novecento quando l'ingegnere Antonio Antonelli l'acquistò e la restaurò, adesso la proprietà è delle due figlie. Recentemente, un'ala restaurata è stata adibita ad un B&B.

## Curiosità
- Alcune storie narrano che la Marchesa che vi abitava fosse morta impazzendo.
- La camera, denominata "dei grifi", all'interno del Bed & Breakfast è stata scelta per essere interamente riprodotta in un castello nella città di Potsdam, cittadina gemellata con Perugia, per i preziosi tessuti e decori custoditi all'interno.
- All'interno del parco e della Villa sono state girate scene di film, pubblicità e scatti fotografici a scopo pubblicitario.